# Silverträdssläktet
Silverträdssläktet (Leucadendron) är ett växtsläkte av familjen proteaväxter med omkring 70 arter, träd och buskar i Kapprovinsen.
Bekantast är silverträdet, typiskt för Kapstadens närmaste område.